# Sint-Pietersbandenkerk (Voorde)

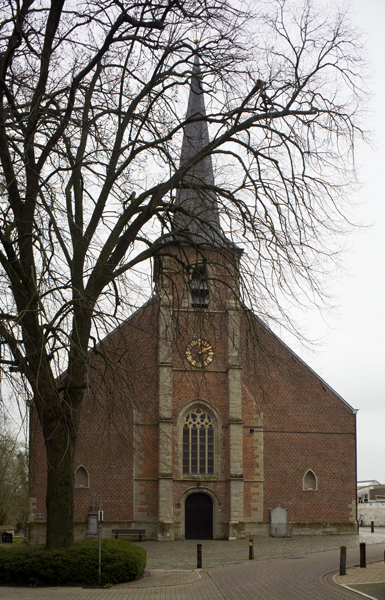
Sint-Pietersbandenkerk

De Sint-Pietersbandenkerk is de parochiekerk van de tot de Oost-Vlaamse gemeente Ninove behorende plaats Voorde, gelegen aan de Sint-Marcellusstraat 13.

## Gebouw
Het betreft een driebeukig kerkgebouw met ingebouwde westtoren. Deze toren is, evenals het driezijdig afgesloten koor, overgebleven van een laatgotisch bouwwerk uit de 1e helft van de 16e eeuw. In de oostelijke muur van de zijbeuk zijn fragmenten van een nog oudere kerk bewaard gebleven (14e-eeuws). De huidige zijbeuken zijn deels van 1758.

## Interieur
Het schilderij: Heilige Marcellus als slaaf in de stal van 1788 werd vervaardigd door Cauwe. Een stenen Sint-Petrusbeeld is mogelijk 12e-eeuws. Uit de 2e helft van de 18e eeuw is een stenen bisschopsbeeld met leeuw. De communiebank en een biechtstoel zijn van 1773 en de preekstoel is van 1792. Het 18e-eeuwse koorgestoelte en kerkmeestersbank zijnin Lodewijk XV-stijl. Het orgel is uit 1769 en werd vervaardigd door Pieter d'Oude Van Peteghem.
Het stenen doopvont is 15e-eeuws.